# Clathroterebra russoi
Clathroterebra russoi is een slakkensoort uit de familie van de Terebridae. De wetenschappelijke naam van de soort is voor het eerst geldig gepubliceerd in 1991 door Aubry.